# 范承祖
范承祖（朝鮮語: 범승조）は、中国元の文官であり、朝鮮氏族の錦城范氏の始祖である。
中国琅邪郡出身。元で礼部侍郎を歴任し、1274年に高麗忠烈王に降嫁された荘穆王后の師父として高麗に入国した。
范承祖は、北宋の程頤の『四書集註』『百家礼説』など多くの文献を高麗にもたらし、学問を普及させた。
范承祖の息子の范有雎は、高麗で門下侍郎を任命し、1334年に指揮使として女真討伐に功を挙げ、一等功臣を叙勲、錦城君に封ぜられた。